# 鐵路鎮 (江西省)
铁路镇，是中华人民共和国江西省宜春市丰城市位於江西省豐城市南部，距城區33公里，有豐樂公路经过，更可通過豐樂公路直達樂安縣。昌寧高速G6011穿境而過，並在港邊村附近設有互通出口連接省道S221豐樂線，開車前往南昌西站只需要70分鐘。總面積128.3平方公里，其中山林面積102100畝，耕地面積60190畝，水面積14412畝，可謂“五山一水三分田，一分道路和莊園”。鐵路鎮下轄16個村委會，1個居委會，總人口35850人，鐵路鎮居民生產總值10784萬元，農民人均收入2731元。全鎮通用贛語，均為漢族江右民系。

## 行政区划
铁路镇下辖以下地区：
铁路社区、铁市村、红星村、胥家村、青峰村、向阳村、港边村、浩元村、杨坊村、江边村、井冈村、新余村、艾湖村、廖桥村、陂上村、卫东村、员背村和紫云山未批村。

## 自然资源
境內水源充足，山泉豐盈。以豐水港為主流，支系眾多。主幹匯入贛江，另有水庫126座。\
水庫之一的紫雲山水庫坐落於鎮南面。充足的水源，為農業生產和其它產業的發展創造了優越的自然條件。土質大部分為泥質岩紅壤。耕作歷來以農業為主，種植水稻，流傳有“白馬寨的女，鐵路頭的米”之說。鐵路頭大米久負盛名，遠銷省內外。農業結構調整有了較大進展，特產農業不斷湧現，大棚蔬菜、葛根、中藥材、柳條、江南黃羊、橫式化多元豬、崇仁麻雞等特色種養成為一村一品。鐵路鎮境內自然資源豐富，擁有大量的物產和礦產，鎢砂是重點礦產。 1958年開採以來，市、鎮、民營三級開採礦廠，鐵路鎮鎢礦年產量穩定，在300噸以上。艾湖、陂上兩個村委會地下儲有大量陶土。清道光二十四年（1844年）創辦第一個陶器窯以來，艾湖陶器名揚中國。還有竹、木、茗茶、生薑、百合都是特產。